# Rybník Kojetín
Rybník Kojetín je přírodní památka poblíž obce Cholenice v okrese Jičín. Oblast spravuje Agentura ochrany přírody a krajiny ČR. Důvodem ochrany je ornitologicky významný mokřad v okolí stejnojmenného rybníka, jehož plocha je též součástí přírodní památky. Chráněny jsou též břehové porosty a křovinaté louky. Hnízdí tu racek chechtavý (Chroicocephalus ridibundus).

## Galerie

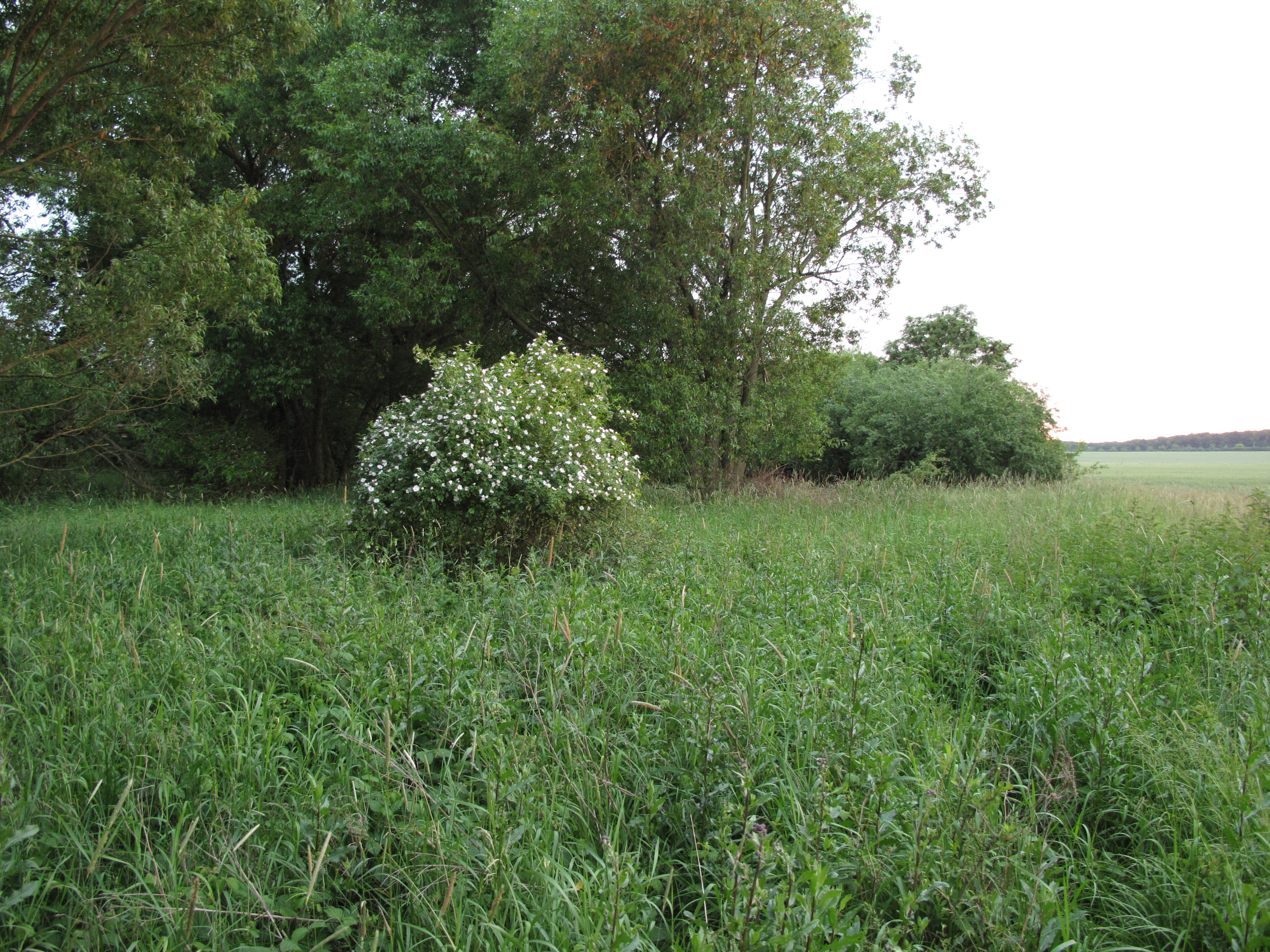
Kvetoucí keř
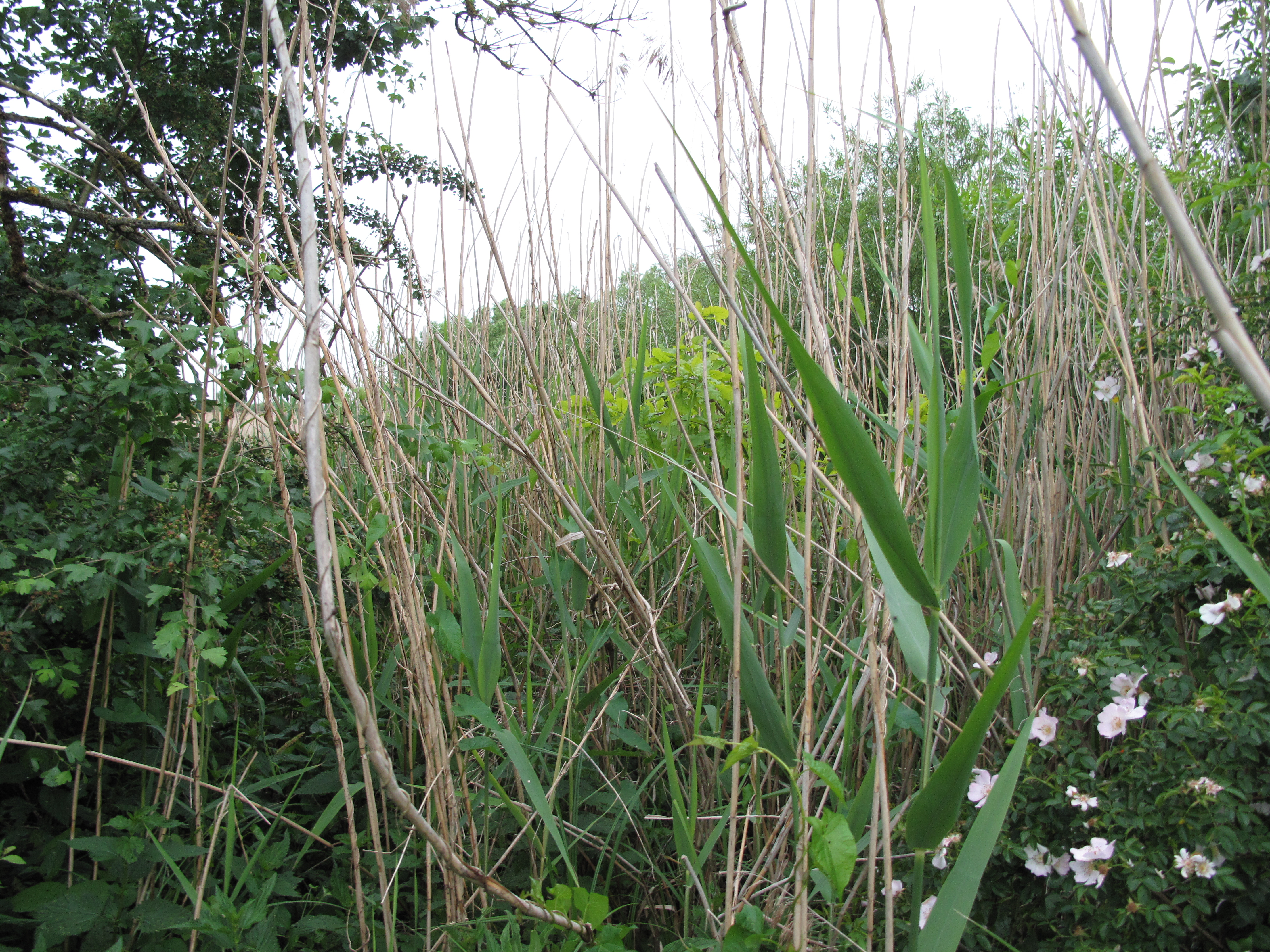
Vysoký rákos
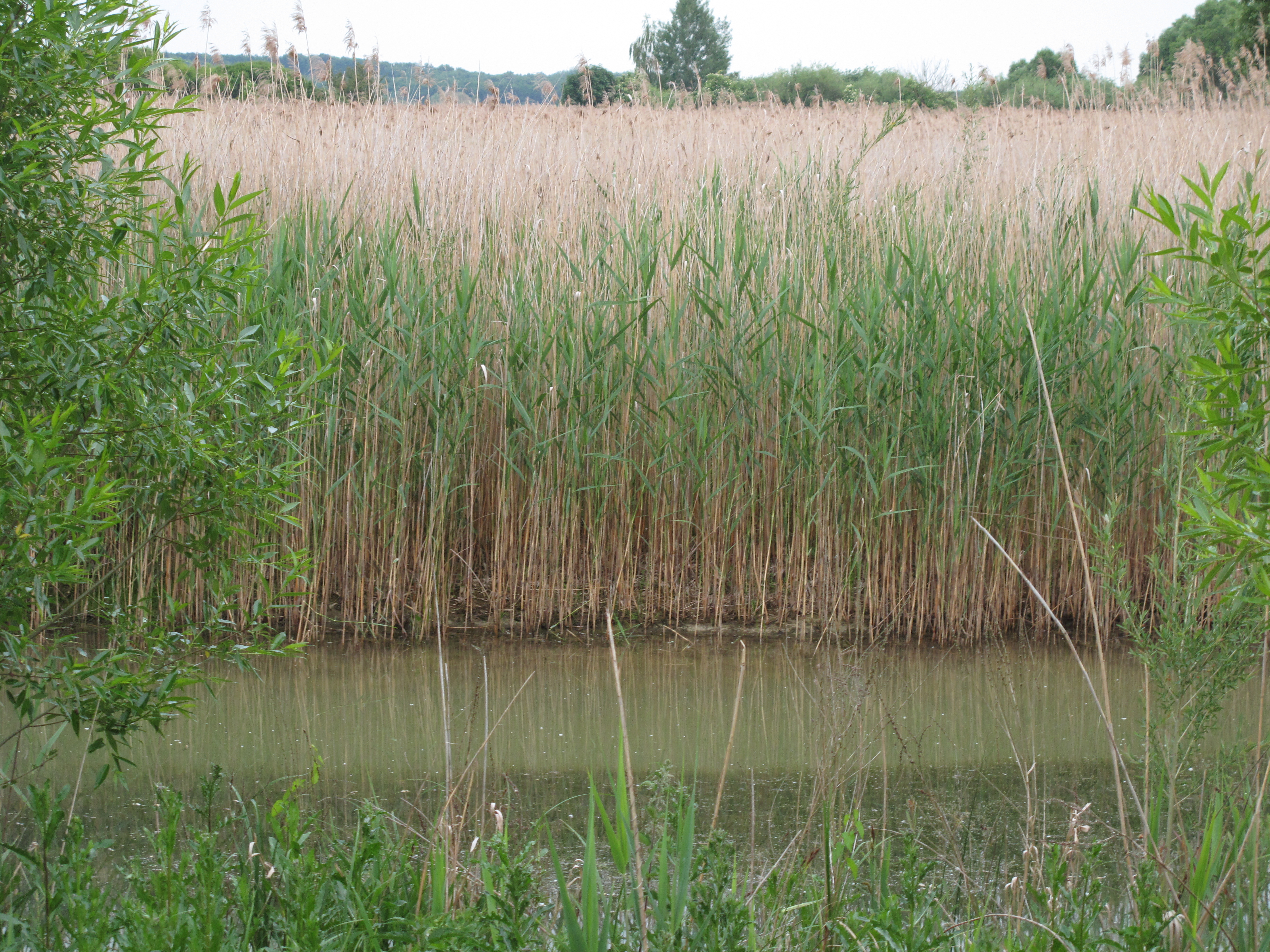
Voda a rákos